# Coyanosa
Coyanosa è un census-designated place (CDP) degli Stati Uniti d'America della contea di Pecos nello Stato del Texas. La popolazione era di 163 abitanti al censimento del 2010.

## Geografia fisica
Coyanosa è situata a 31°14′26″N 103°03′58″W (31.240532, -103.066121).
Secondo lo United States Census Bureau, il CDP ha una superficie totale di 0,56 km², dei quali 0,56 km² di territorio e 0 km² di acque interne (0% del totale).

## Società

### Evoluzione demografica
Secondo il censimento del 2010, la popolazione era di 163 abitanti.

### Etnie e minoranze straniere
Secondo il censimento del 2010, la composizione etnica del CDP era formata dal 69,94% di bianchi, lo 0% di afroamericani, lo 0% di nativi americani, lo 0% di asiatici, lo 0% di oceanici, il 29,45% di altre razze, e lo 0,61% di due o più etnie. Ispanici o latinos di qualunque razza erano il 97,55% della popolazione.